# الساحر ماندريك
الساحر ماندريك (بالإنجليزية: Mandrake the Magician) هو عامود في صحيفة هزلية مصورة، انشئ بواسطة فالك لي (الشبح)، في 11 يونيو 1934. وسرعان ما تولى فيل ديفيس الرسم في العامود. بينما واصل فالك الكتابة فيه. عمل ديفيس على العامود حتى وفاته في 1964، عندها عيين فالك الفنان فريد فريدريكس في منصب الرسام مكان ديفيس. مع موت فالك في عام 1999، أصبح فريدريكس الكاتب والرسام.

## الشخصيات والقصة
ماندريك هو الساحر الذي يعتمد في عمله بطريقة غير عادية على تقنية سريعة للتنويم الايحائي.